# Lawson Sunderland
Lawson Sunderland (Aurora (Illinois), 7 november 2001) is een Amerikaans voetballer die als middenvelder speelt voor FC Dordrecht.

## Carrière
Sunderland bracht zijn jeugd door in de opleidingen van Amerikaanse en Spaanse clubs. Hij begon bij Chicago Fire FC en Portland Timbers, alvorens hij vertrok naar Spanje en daar bij verschillende clubs in de jeugd zat. Hij maakte zijn seniorendebuut voor UE Sant Andreu, dat uitkwam in de Tercera División. Hij speelde slechts één wedstrijd voor de club, tegen Terrassa FC op 30 mei 2021. Deze kwartfinale voor promotie werd gewonnen met 1-0. Sunderland mocht in de basis starten.

### Inter Miami
In februari 2022 maakte Sunderland de overstap naar Inter Miami CF, dat uitkwam in de Major League Soccer in zijn geboorteland. Hij speelde vooral voor het B-team, waar hij 9 keer wist te scoren in 51 wedstrijden. Sunderland maakte zijn debuut voor het eerste elftal op 16 juli 2023, tegen St. Louis City (0-3). Hij mocht in de basis starten en werd in de rust gewisseld voor Leonardo Campana. Op 7 april 2024 speelde Inter Miami met Sunderland in de basis tegen Colorado Rapids. Sunderland werd in de rust gewisseld voor Lionel Messi.

### FC Dordrecht
In januari 2025 maakte Sunderland de overstap naar FC Dordrecht. Hij maakte zijn debuut voor de club op 8 februari 2025, tegen Helmond Sport. Hij kwam in de 83e minuut in de ploeg voor Gabriele Parlanti. Op 24 februari scoorde hij zijn eerste doelpunt voor Dordrecht tegen Jong PSV. Hij maakte in de 92e minuut het winnende doepunt (2-1).

## Statistieken
| Seizoen | Club           | Competitie         | Competitie | Competitie | Beker | Beker | Overig | Overig | Totaal | Totaal |
| Seizoen | Club           | Competitie         | Wed.       | Dlp.       | Wed.  | Dlp.  | Dlp.   | Dlp.   | Wed.   | Dlp.   |
| ------- | -------------- | ------------------ | ---------- | ---------- | ----- | ----- | ------ | ------ | ------ | ------ |
| 2020/21 | UE Sant Andreu | Tercera Federación | 1          | 0          | 0     | 0     | 0      | 0      | 1      | 0      |
| 2023    | Inter Miami    | MLS                | 2          | 0          | 0     | 0     | 1      | 0      | 3      | 0      |
| 2024    | Inter Miami    | MLS                | 5          | 0          | 0     | 0     | 0      | 0      | 5      | 0      |
| 2024/25 | FC Dordrecht   | Eerste divisie     | 4          | 1          | 0     | 0     | 0      | 0      | 4      | 1      |
| Totaal  | Totaal         | Totaal             | 12         | 1          | 0     | 0     | 1      | 0      | 13     | 1      |

Bijgewerkt op 1 maart 2025.